# Języki bałtycko-fińskie

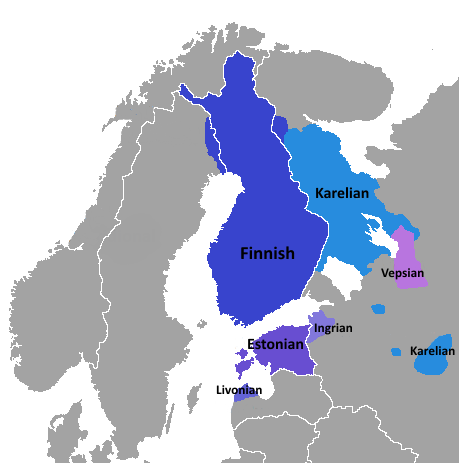
Języki bałtycko-fińskie obecnie

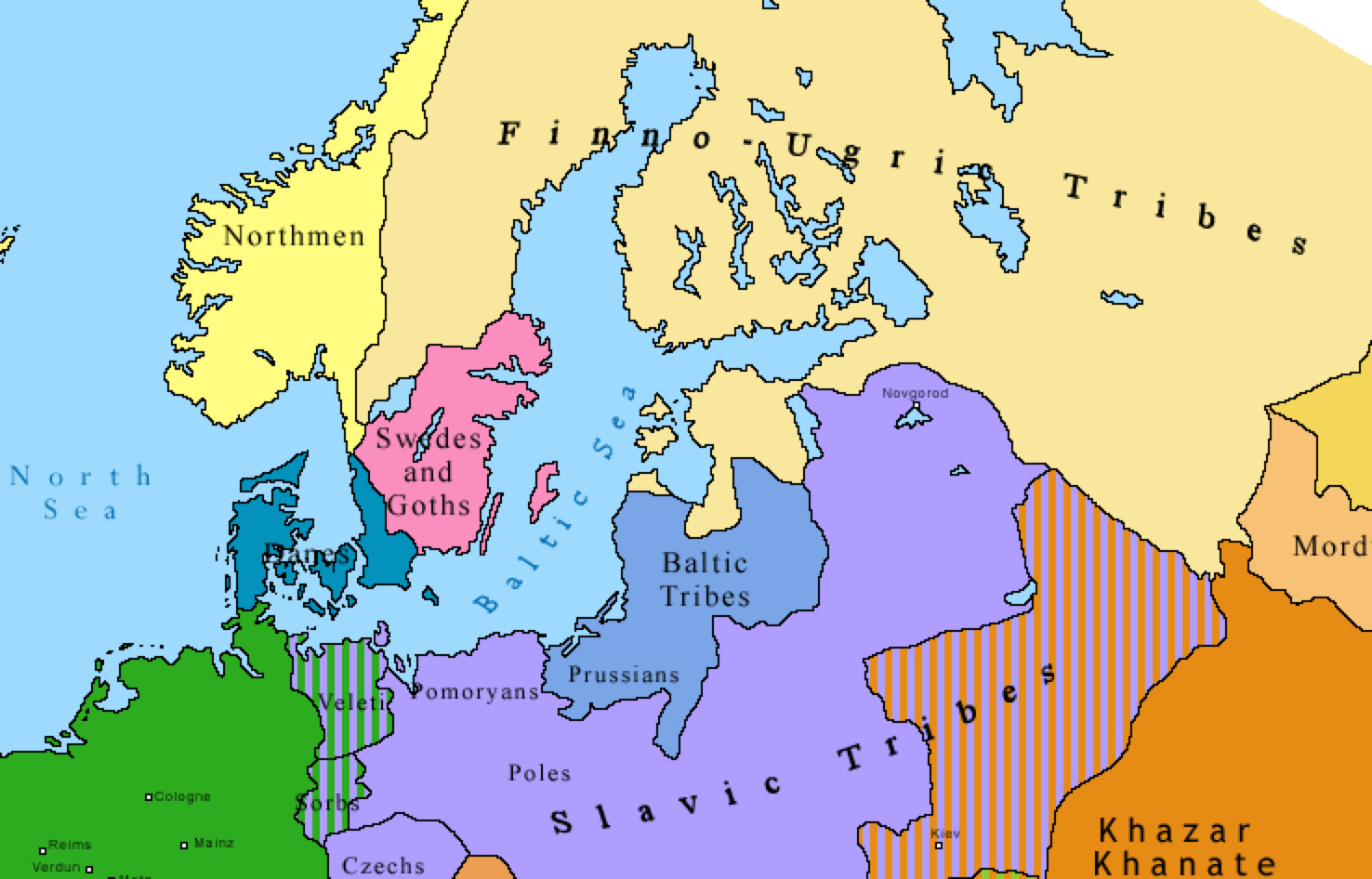
Północna Europa na początku IX wieku

Języki bałtycko-fińskie, języki bałtofińskie – grupa językowa w obrębie uralskiej rodziny językowej. 
Obejmuje ona kilka języków, których liczba nie jest ostatecznie ustalona, z uwagi na kontrowersje dotyczące uznania danej mowy za język samodzielny lub dialekt innego języka. Języki bałtycko-fińskie są kontynuacją języka używanego przez plemiona ugrofińskie zamieszkujące północno-wschodnią Europę na początku I tysiąclecia naszej ery. 
Zasięg terytorialny języków bałtofińskich zmniejszył się jednak w stosunku do zajmowanego jeszcze na przełomie I i II tysiąclecia, a to z powodu wypierania ich przez języki bałtyckie od południa, języki słowiańskie od wschodu oraz języki germańskie (szwedzki) od zachodu. Także obecnie zasięg występowania małych języków bałtofińskich zmniejsza się wskutek wypierania ich przez rosyjski.
Językami bałtycko-fińskimi posługuje się około 6,3 mln ludzi zamieszkujących północno-wschodnie wybrzeża Morza Bałtyckiego: w Finlandii, Estonii i Rosji (głównie Karelii). 
Do języków bałtofińskich zalicza się:
- język fiński (suomi) – ok. 5 mln mówiących
- język estoński – ok. 1,1 mln mówiących
- język karelski – ok. 100 tys. mówiących
- język võro – ok. 70 tys. mówiących
- język kweński – ponad 10 tys. mówiących
- język wepski – 1,3 tys. mówiących
- język ingryjski (iżoriański) – 76 mówiących
- język wotycki – 21 mówiących
- język liwski – 1 mówiący

Ponadto w ostatnich latach pojawia się tendencja do wyodrębniania z języka estońskiego odrębnego języka võro (ok. 70 tys. mówiących).